# Jacob Gillberg
Jacob Gillberg (født 1724 i Värmland, død 15. oktober 1793 i Stockholm) var en svensk kobberstikker.